# ام طیور (استان وادی)
ام طیور (استان وادی) (به عربی: أم الطیور) یک شهرداری در الجزایر است که در ناحیه المغیر واقع شده‌است. ام طیور ۱۱٬۰۶۹ نفر جمعیت دارد و ۱۳ متر بالاتر از سطح دریا واقع شده‌است.